# Deni Fiorentini
Pour les articles homonymes, voir Fiorentini.
Deni Fiorentini (né le 5 juin 1984 à Split, alors en Yougoslavie) est un joueur croate de water-polo, naturalisé italien en 2006.

## Biographie
Deni Fiorentini est champion du monde en titre (Shanghai 2011) avec l'équipe d'Italie et fait partie de la sélection italienne pour les Jeux olympiques de Londres.
Son club actuel est le Ferla Pro Recco et il a été sélectionné 59 fois en équipe nationale. Son premier club était le Como Nuoto. Il a terminé 4e aux Championnats d'Europe à Eindhoven en 2012, a obtenu la médaille d'argent de la World League à Florence en 2011 et lors des Championnats d'Europe à Zagreb en 2010.
Il est le frère de Goran Fiorentini.